# Zuidwest-Europa

Zuidwest-Europa

Zuidwest-Europa is het zuidelijk gedeelte van West-Europa. De exacte landen die ermee bedoeld worden variëren van bron tot bron.

## Aardrijkskundig
Aardrijkskundig gezien worden vrijwel altijd volgende landen en gebieden tot Zuidwest-Europa gerekend:
- Portugal
- Westen van Spanje of heel Spanje
- Andorra
- Gibraltar
- Soms het zuidwestelijk deel van Frankrijk[bron?]

## Sociaal
Sociaal gezien worden met Zuidwest-Europa de landen bedoeld met culturele en taalkundige overeenkomsten. Bijvoorbeeld de landen waar een Romaanse taal gesproken wordt. Dit leidt ertoe dat België in twee delen verdeeld wordt: Wallonië (Romaanse taal) bij Zuidwest-Europa en Vlaanderen (Germaanse taal) bij Noordwest-Europa.